# 贝尼萨诺
贝尼萨诺，是西班牙巴伦西亚自治区巴伦西亚省的一个市镇。总面积2平方公里，总人口1828人（2001年），人口密度914人/平方公里。